# Nipponogelasma immunis
Nipponogelasma immunis là một loài bướm đêm trong họ Geometridae.